# 혼혈소년 연쇄 살인 사건
혼혈 소년 연쇄 살인 사건(일본어: 混血少年連続殺人事件 곤케쓰쇼넨렌조쿠사쓰진지켄[*])는 1966년에서 1967년에 걸쳐 당시 16세 흑인과 일본인 혼혈 소년이 아이치현, 지바현, 야마나시현의 여성 3명을 폭행하고 살해 후 금전을 빼앗은 사건이다. 경찰청 광역 중요 지정 사건 106호로 지정되었다.

## 사건의 개요
- 1966년 2월 13일 아이치 현 도요하시시의 24세 주부를 자택에서 살해. 현금 2만엔을 빼앗아 도주. 피해자는 임신 9개월이였다.
- 1966년 12월 27일 지바 현 아비코시의 28세 주부를 자택에서 살해. 현금 2만 4천엔을 빼앗아 도주. 옆방에서 자고 있던 생후 3개월 아기는 무사했다.
- 1967년 1월 16일 야마나시 현 고후시의 25 세 미혼 여성을 자택에서 살해. 현금 1만엔을 빼앗아 도주.
- 1967년 1월 23일 광역 중요 지정 사건 106호로 지정. 이날 지바 현 가시와시에서 체포.

## 범행의 동기
소년은 일본에 주둔하고 있던 미국 흑인 병사와 일본 여성 사이에 탄생하였다. 아버지가 한국 전쟁에서 전사하고, 어머니는 다른 미군과 결혼하여 그를 외가의 조부모에게 맡기고 미국으로 가버린다. 조부모의 죽음 후에, 어머니의 오빠인 삼촌에게 거두어지다가, 학교에서는 차별을 받고 가정에서는 폭력이 심해지는 가운데, 그는 상점에서 공기총을 도난하였다. 그 후 가정법원에서 아동 자립 지원 시설, 중학교에 보내진다. 하지만 무단 결석을 계속하면서 방랑 생활을 시작한다. 가는 곳마다 돈을 훔치기 시작한다. 위의 사건과는 별개로 절도를 30건이나 한 것으로 알려져 있다. 소년은 체포 후 절도, 절도 미수, 주거 침입, 강도 강간, 강도 살인 혐의로 기소됐다. 사형이 될 가능성이 높았지만, 소년법 51조 1항에서 범행시 18세 미만의 경우 피고인에 사형을 적용하는 것은 금지되어있다. 따라서 1972년 9월 9일에 지바 지방법원은 무기 징역을 선고하였고 피고인도 항소하지 않았기 때문에 그대로 확정되었다.